# Phan Đức Dư
Phan Đức Dư (sinh năm 1951) là Phó giáo sư ngành Khoa học an ninh và Trung tướng Công an nhân dân Việt Nam. Ông từng giữ chức vụ Giám đốc Học viện An ninh nhân dân.

## Tiểu sử
Phan Đức Dư sinh ngày 14 tháng 9 năm 1951, quê quán tại xã Quỳnh Thiện, huyện Quỳnh Lưu, tỉnh Nghệ An.
Phan Đức Dư tốt nghiệp khóa D1 Trường Sĩ quan An ninh.
Năm 2006, Đại tá Phan Đức Dư, Hiệu trưởng Trường Đại học An ninh nhân dân được Thủ tướng Chính phủ thăng quân hàm Thiếu tướng Công an nhân dân Việt Nam.
Năm 2008, Phan Đức Dư là Thiếu tướng Công an nhân dân Việt Nam, Hiệu trưởng Trường Đại học An ninh nhân dân.
Tháng 12 năm 2009, Thiếu tướng Phan Đức Dư, Hiệu trưởng Trường Đại học An ninh nhân dân, được phong hàm Phó giáo sư ngành Khoa học an ninh.
Từ năm 2010 đến năm 2012, Phan Đức Dư là Trung tướng Công an nhân dân Việt Nam, Giám đốc Học viện An ninh nhân dân.

## Lịch sử thụ phong quân hàm
- Đại tá
- Thiếu tướng (2006)
- Trung tướng (2010)